# Aulon (Haute-Garonne)
Aulon település Franciaországban, Haute-Garonne megyében. Lakosainak száma 313 fő (2022. január 1.). Aulon Cassagnabère-Tournas, Cazeneuve-Montaut, Latoue, Peyrouzet, Saint-Élix-Séglan, Saint-Marcet és Sepx községekkel határos.

## Népesség
A település népességének változása:
| Lakosok száma | 505  | 466  | 434  | 349  | 348  | 317  | 309  | 310  | 311  | 313  |
|               | 1968 | 1982 | 1990 | 2006 | 2013 | 2015 | 2017 | 2019 | 2020 | 2022 |